# Samphrey
Samphrey est une île des Shetland.